# Varinos
Varinos (em latim: varini), segundo Plínio, o Velho, foram uma tribo germânica associada aos víndilos ou vândalos, enquanto Tácito os coloca como suevos. Parece que ocupavam um distrito ao norte da Germânia, não muito longe da costa do Báltico, e quiçá são os farodinos (em grego clássico: φαροδεινοί) de Ptolemeu, no país entre os rios Caluso e Sebo. É provável que sejam os varnos (em grego medieval: ουάρνοι) de Procópio. Os virunos (em grego clássico: ουίρουνοι) de Ptolemeu ou guarnos (guarni) de Cassiodoro, que viviam ao norte do Alois, parecem ser um ramo dos varinos.